# Communauté rurale de Baghère
La communauté rurale de Baghère est une communauté rurale du Sénégal située en Casamance, dans le sud du pays. 
Créée en 2008, elle fait partie de l'arrondissement de Simbandi Brassou, du département de Goudomp et de la région de Sédhiou.
Sa distance de la capitale Dakar est d'environ 400 km soit une durée de route d'environ 8 heures. La population est estimée à 10.000 habitants répartis en petits villages et a été historiquement créée par Cherif Younouss Aidara[réf. nécessaire].

## Climat
Le climat est tropical humide avec une pluviométrie moyenne annuelle de 1095.7 mm répartie de mai à octobre sur 74 jours.

## Géographie
Les petits affluents du fleuve Casamance, avec une pente relativement forte, les basfonds inondables offrent des possibilités d'aménagement agricole et d'abreuvement pour le bétail, d'autant plus que la nappe phréatique y est captée à 3 ou 8 mètres de profondeur.
Baghére regorge d'arbres fruitiers comme le manguier, la pomme d'acajou, le maade et autres présentant ainsi des opportunités  pour la transformation de ces fruits qui finissent généralement non consommés et pourrissent du fait d'un manque  d'infrastructures de collecte et de transformation.
L'État du Sénégal avait entamé la construction d'un forage afin d'alimenter la commune et les villages environnants[Quand ?].